# ストラーシミラ・フィリポヴァ
ストラーシミラ・フィリポヴァ（ブルガリア語: Страшимира Филипова、1985年8月18日 - ）は、ブルガリアの女子バレーボール選手。ソフィア出身。ポジションはミドルブロッカー。ブルガリア代表。

## 来歴
ソフィア出身。2005年にブルガリア代表入り。同年の欧州選手権をはじめ、2010年ヨーロッパリーグでは銀メダルを獲得した。
2006年から3シーズンフランスリーグの強豪RCカンヌでプレー。2009年よりロシアリーグの強豪ウラロチカ・エカテリンブルクに所属し、中心選手として活躍した。
2013年にブルガリア代表として初出場したFIVBワールドグランプリにて活躍し、仙台ラウンドのチェコ戦ではMIP賞に選ばれた。2014年のエリツィン杯では優勝に大きく貢献し、自身もベストブロッカー賞を受賞した。同年9-10月の世界選手権に出場した。

## 受賞歴
- 2010年　ヨーロッパリーグ　ベストサーバー賞
- 2014年  エリツィン杯　ベストブロッカー賞

## 所属クラブ
- CSKAソフィア （2001-2003年）
- レヴスキ・シコンコ・ソフィア （2003-2004年）
- CSKAソフィア （2004-2005年）
- SSKカリシア・カリシュ（2005-2006年）
- RCカンヌ （2006-2009年）
- ウラロチカ・エカテリンブルク （2009-2013年）
- Fakel Novy Ourengoi（2013-2014年）
- アゼリョル・バクー（2014-2015年）
- アゼルレイル・バクー（2015-2016年）
- Grupa Azoty Chemik Police（2017-2018年）
- Slavia ソフィア（2018-2019年）
- ハルクバンク・アンカラ（2019年）
- Slavia ソフィア（2019年）
- ナコンラチャシーマ（2019-2020年）